# 9327 Duerbeck
9327 Duerbeck este un asteroid din centura principală de asteroizi.

## Descriere
9327 Duerbeck este un asteroid din centura principală de asteroizi. A fost descoperit pe 26 septembrie 1989 la Observatorul La Silla de Eric Walter Elst. El prezintă o orbită caracterizată de o semiaxă mare de 2,87 ua, o excentricitate de 0,15 și o înclinație de 5,7° în raport cu ecliptica.